# Alice Diop
Alice Diop (Aulnay-sous-Bois, 1979) es una directora de cine francesa. Destacada como autora en particular de documentales sociales.
En 2022, recibió el gran premio del jurado y el primer premio de cine por Saint Omer,  su primera película de ficción, en el Festival de Cine de Venecia.

## Biografía
Alice Diop nació en Aulnay-sous-Bois en 1979 de padres senegaleses, creció hasta los 10 años en la Cité des 3000. Inicialmente se embarcó en estudios de historia, luego se matriculó en la Universidad de Évry, donde obtuvo un DESS en sociología visual.
Quince años después de dejar Aulnay-sous-Bois, volvió allí para filmar la diversidad cultural del barrio de su infancia en su primer documental La Tour du monde.
Su película Vers la tendresse ganó en la categoría de mejor cortometraje en los César 2017. Durante la entrega de su premio, Diop lo dedicó a las víctimas de la violencia policial, citando a Zyed y Bouna, Théo y Adama Traoré.
Su película Nosotros, un documental que “dibuja un retrato oblicuo de Francia en el espejo de los suburbios parisinos, (...) siguiendo la ruta del RER B”, ganó el premio a la mejor película en la sección Encuentros en la Berlinale 2021.

### Activismo
Es miembro del colectivo 50/50 que tiene como objetivo promover la igualdad de género entre mujeres y hombres y la diversidad sexual en el cine y el audiovisual.

## Filmografía

### Documentales
- 2005 Alrededor del mundo
- 2005 Clichy para el ejemplo, 50 min
- 2007 Los senegaleses y los senegaleses, 56 min
- 2011 La muerte de Danton, 64 min[12]
- 2016 Permanencia
- 2016 Hacia la ternura, 39 min
- 2017 RER B (cortometraje)
- 2021 Nosotros, 114 min

### Largometrajes de ficción
- 2022 Saint Omer[2]

### Como actriz
- 2015 Black Mariannes de Mame-Fatou Niang y Kaytie Nielsen[13]

## Reconocimientos
- La muerte de Dantón
  - 2011 premio biblioteca en el Cinéma du réel, París
  - 2011 Gran Premio en el 7.º Festival de Cine Educativo de Evreux
  - 2012 Estrella de la SCAM
- Permanencia
  - 2016 premio del instituto francés Louis Marcorelles en el Cinéma du réel
- Hacia la ternura
  - 2016 Festival de Cine de Brive : Encuentros de mediometrajes, Gran Premio de Francia
  - 2016 Festival Internacional de Cine de Mujeres de Créteil: premio del público, mejor cortometraje francés y premio INA al director creativo
  - 2016 Festival de la silueta de París : Premio del Jurado Joven y Premio del Jurado Documental
  - 2017 César al mejor cortometraje
- Nosotros
  - 2021 Berlín : mejor película de la sección Encuentros
- San Omer
  - 2022 Festival de Cine de Venecia: Gran Premio del Jurado y Primer Premio de Cine[14]
  - 2022 Festival 2 Cine 2 Valenciennes : premio del jurado
  - 2022 Premio Jean Vigo[15]